# Fakultet elektrotehnike i računarstva
Fakultet elektrotehnike i računarstva (FER) (lat. Facultas electrotechnicae et rei computatoriae) sastavnica je Sveučilišta u Zagrebu. FER je najveća i najutjecajnija znanstvena i obrazovna institucija u Hrvatskoj na području elektrotehnike, računarstva te informacijskih i komunikacijskih tehnologija. Prostori fakulteta nalaze se u Zagrebu na adresi Unska 3 i Miramarska bb u četvrti Trnje, gdje je smještena Sportska dvorana Martinovka.

## Povijest
Današnji Fakultet elektrotehnike i računarstva (popularna kraćenica FER) sljednik je Visoke tehničke škole osnovane 1919. i Tehničkoga fakulteta osnovanog 1926. Fakultet je osnovan kao samostalna ustanova 1. srpnja 1956. pod imenom Elektrotehnički fakultet (ETF), a 7. veljače 1995. godine mijenja ime u Fakultet elektrotehnike i računarstva. FER je jedna od ukupno 34 sastavnica Sveučilišta u Zagrebu. 
Prvo računalo na FER-u instalirano je 1968. godine, a studij iz područja računarstva započeo je 1970. godine. 

## Organizacija fakulteta
Zahvaljujući svojoj tradiciji, kvalificiranom osoblju i kvalitetnim studentima, FER je jedna od najvećih i najutjecajnijih znanstvenih i obrazovnih institucija u Hrvatskoj na području elektrotehnike, računarstva te informacijskih i komunikacijskih tehnologija. Fakultet je akreditiran kao znanstveno-obrazovna institucija s naglaskom na istraživačkome radu. Organizacija Fakulteta podijeljena je na 12 zavoda, 8 službi (Ured dekana, Financijska služba, Opća služba, Kadrovska služba, Studentska služba, Služba za odnose s javnošću, Služba održavanja i Služba zaštite na radu), tri centra (Centar karijera, Centar za potporu istraživanju i Centar informacijske potpore) i Središnju knjižnicu FER-a.   
FER je početkom 2020. godine imao 600-tinjak zaposlenih, od čega je trećina zaposlenika bila u znanstveno-nastavnom zvanju. Također, od ukupnog broja zaposlenih, njih više od 30 % Fakultet financira iz vlastitih sredstava.   
Ukupni prostor koji FER zauzima je oko 38 000 četvornih metara, a čine ga zgrada A (1960./1961.), zgrada B (1965.), zgrada C ili neboder (1963.) te zgrada D (1989.).

### Fakultetski zavodi
1. Zavod za primijenjenu matematiku (utemeljen 1919.)
2. Zavod za osnove elektrotehnike i električka mjerenja (utemeljen 1924.)
3. Zavod za elektrostrojarstvo i automatizaciju (utemeljen 1925.)
4. Zavod za visoki napon i energetiku (utemeljen 1934.)
5. Zavod za elektroničke sustave i obradbu informacija (utemeljen 1943.)
6. Zavod za elektroniku, mikroelektroniku, računalne i inteligentne sustave (utemeljen 1943.)
7. Zavod za primijenjenu fiziku (utemeljen 1945.)
8. Zavod za telekomunikacije (utemeljen 1951.)
9. Zavod za automatiku i računalno inženjerstvo (utemeljen 1954.)
10. Zavod za elektroakustiku (utemeljen 1954.)
11. Zavod za komunikacijske i svemirske tehnologije (utemeljen 1954., promijenio ime u rujnu 2020.)[1]
12. Zavod za primijenjeno računarstvo (utemeljen 2005.)

## Studij na FER-u
Preddiplomski studij na FER-u organizira se kroz dva studijska programa:
1. Elektrotehnika i informacijska tehnologija
2. Računarstvo

Preddiplomski studij započinje zajedničkom prvom godinom, koja sadrži znanja potrebna i na jednom i na drugom studijskom programu. Nakon prve godine, studenti odabiru jedan od ta dva studijska programa. Specijalizacija unutar studijskih programa izvodi se tijekom treće godine studija odabirom izbornih predmeta.
Diplomski studij na FER-u organizira se putem tri studijska programa (prema FER3 programu  Arhivirana inačica izvorne stranice od 26. listopada 2020. (Wayback Machine) koji kreće s izvođenjem od ak. god. 2021./2022.):
1. Elektrotehnika i informacijska tehnologija, sa sljedećim profilima:
  - Audiotehnologije i elektroakustika
  - Elektroenergetika  
  - Elektrostrojarstvo i automatizacija
  - Elektronika
  - Elektroničko i računalno inženjerstvo
2. Informacijska i komunikacijska tehnologija, sa sljedećim profilima:
  - Automatika i robotika
  - Komunikacijske i svemirske tehnologije
  - Informacijsko i komunikacijsko inženjerstvo
3. Računarstvo, sa sljedećim profilima:
  - Programsko inženjerstvo i informacijski sustavi
  - Računalno inženjerstvo
  - Računarska znanost
  - Računalno modeliranje u inženjerstvu
  - Znanost o mrežama
  - Znanost o podacima

Fakultet je nositelj doktorskog studija iz područja tehničkih znanosti, znanstvenog polja elektrotehnike i znanstvenog polja računarstva. Središnja komponenta sveučilišnog doktorskog studija je znanstveno istraživanje i stvaranje.
Osim doktorskog studija, Fakultet u sklopu svojih aktivnosti u cjeloživotnom obrazovanju provodi šest specijalističkih poslijediplomskih studija:
1. Transformatori
2. Informacijska sigurnost
3. Reguliranje tržišta elektroničkih komunikacija
4. Željeznički elektrotehnički sustavi
5. Upravljanje projektima
6. Proizvodi, digitalne inovacije i tehnologije u osiguranju – INSURTECH

U akademskoj godini 2019./2020., na FER-u je studiralo nešto više od 3700 studenata, od čega je 10 posto studenata pohađalo poslijediplomski doktorski studij. FER u prosjeku godišnje završi nešto manje od 1000 studenata, od čega preddiplomski studij njih oko 500, diplomski studij oko 400, a doktorski studij oko 40 studenata.

## Utjecaj i uloga u društvu
FER je odigrao ključnu ulogu u elektrifikaciji bivše Jugoslavije. Njegovo tehničko osoblje je konstruiralo prvi generator, te je odigrao i najveći udio u konstrukciji elektrana u cijeloj Jugoslaviji. Također, važno je napomenuti i važnu ulogu Fakulteta prilikom informatizacije državne uprave Republike Hrvatske, posebice sektora obrazovanja i visokog školstva. Tijekom Domovinskoga rata FER se odazvao pozivu i borbi za oslobođenje domovine svojim ljudskim, prostornim i računarsko-instrumentacijskim kapacitetima. Ističe se logistička potpora FER-ovih stručnjaka koju su, kako u prostorima Fakulteta, tako i na ratištu, pružali Hrvatskoj vojsci u obliku održavanja i popravljanja delikatne, ali vrlo važne elektroničke i komunikacijske opreme. Sklonište Fakulteta bilo je na raspolaganju kao cjelodnevno otvoreno sklonište za djelatnike i studente, ali i za sve stanare okolnih zgrada i slučajne prolaznike. Tijekom cijeloga Domovinskoga rata nastava se redovito održavala prema satnici, a ispiti u najavljenim terminima.  

## Projekti
Fakultet je prepoznatljiv i po znanstvenome radu, daleko najvećem broju međunarodnih projekata na Sveučilištu te po zavidnoj suradnji s gospodarstvom, čime uspijeva zadržati visoke standarde opremljenosti i uvjeta za studiranje i rad financirajući se dijelom prihodima od suradnje s gospodarstvom te kroz osnovnu djelatnost. FER je posljednjih desetak godina izuzetno aktivan u istraživačkim programima i natječajima: prema podacima Europske komisije, FER je na vrhu hrvatskih institucija u privlačenju sredstava iz europskih fondova. Fakultet također usko surađuje s gospodarstvom te ukupno oko 30 % prihoda crpi iz gospodarskog sektora.
Početkom 2020. godine Fakultet sudjeluje u više od 200 znanstveno-istraživačkih projekata (70 % čine domaći izvori financiranja). 

## Istraživački centri
Tijekom godina FER se razvio u vodeću instituciju na području tehničkih znanosti u Republici Hrvatskoj te je sukladno tome osnovao šest specijaliziranih istraživačkih centara koji okupljaju vrhunske znanstvenike u svom području. 
Istraživački centri FER-a su: Across - Istraživački centar izvrsnosti za napredne kooperativne sustave, Centar za izvrsnosti za računalni vid, Istraživački centar za arhitekture i aplikacije računala visokih performanci, Znanstveni centar izvrsnosti za znanost o podatcima i kooperativne sustave  Arhivirana inačica izvorne stranice od 21. lipnja 2020. (Wayback Machine), te Centar za umjetnu inteligenciju (najveći istraživački centar na području umjetne inteligencije u Hrvatskoj koji okuplja više od 100 istraživača iz 18 istraživačkih laboratorija FER-a). 
Kroz rad u svojim istraživačkim centrima FER surađuje s velikim brojem visokoškolskih institucija, ali i različitim organizacijama i poduzećima poput Končara, Ericsson Nikole Tesle, Instituta Ruđer Bošković te mnogih drugih.

## Popis dekana
| - Prof. dr. h. c. Anton Dolenc (ak. god. 1956./1957.) - Prof. dr. sc. Danilo Blanuša (ak. god. 1957./1958.) - Prof. dr. sc. Božidar Stefanini (ak. god. 1958./1959.) - Prof. dr. sc. Vatroslav Lopašić (ak. god. 1959./1960.) - Prof. dr. sc. Hrvoje Požar (ak. god. 1960./1961. i 1961./1962.) - Prof. dr. sc. Vladimir Matković (ak. god. 1962./1963. i 1963./1964.) - Prof. dr. sc. Radenko Wolf (ak. god. 1964./1965. i 1965./1966.) - Prof. dr. sc. Vladimir Muljević (ak. god. 1966./1967. i 1967./1968.) - Prof. dr. sc. Hrvoje Požar (ak. god. 1968./1969. i 1969./1970.) - Prof. dr. sc. Vojislav Bego (ak. god. 1970./1971. i 1971./1972.) - Prof. dr. sc. Zlatko Smrkić (ak. god. 1972./1973. i 1973./1974.) - Prof. dr. sc. Zvonimir Sirotić (ak. god. 1974./1975. i 1975./1976.) - Prof. dr. sc. Uroš Peruško (ak. god. 1976./1977. i 1977./1978.) - Prof. dr. sc. Ante Šantić (ak. god. 1978./1979. i 1979./1980.) - Prof. dr. sc. Berislav Jurković (ak. god. 1980./1981. i 1981./1982.) - Prof. dr. sc. Milan Šodan (ak. god. 1982./1983. i 1983./1984.) | - Prof. dr. sc. Nedžat Pašalić (ak. god. 1984./1985. i 1985./1986.) - Prof. dr. sc. Leo Budin (ak. god. 1986./1987. i 1987./1988.) - Prof. dr. sc. Vladimir Naglić (ak. god. 1988./1989. i 1989./1990.) - Prof. dr. sc. Ivan Ilić (ak. god. 1990./1991. i 1991./1992.) - Prof. dr. sc. Danilo Feretić (ak. god. 1992./1993. i 1993./1994.) - Prof. dr. sc. Stanko Tonković (ak. god. 1994./1995., 1995./1996., 1996./1997. i 1997./1998.) - Prof. dr. sc. Slavko Krajcar (ak. god. 1998./1999., 1999./2000., 2000./2001. i 2001./2002.) - Prof. dr. sc. Mladen Kos (ak. god. 2002./2003., 2003./2004., 2004./2005. i 2005./2006.) - Prof. dr. sc. Vedran Mornar (ak. god. 2006./2007., 2007./2008., 2008./2009. i 2009./2010.) - Prof. dr. sc. Nedjeljko Perić (ak. god. 2010./2011., 2011./2012., 2012./2013., 2013./2014.) - Prof. dr. sc. Mislav Grgić (ak. god. 2014./2015., 2015./2016., 2016./2017. i 2017./2018.) - Prof. dr. sc. Gordan Gledec (ak. god. 2018./2019., 2019./2020., 2020./2021. i 2021./2022.) - Prof. dr. sc. Vedran Bilas (ak. god. 2022./2023. i 2023./2024.) |

## Vanjske poveznice
- Web stranica Fakulteta elektrotehnike i računarstva
- Podružnica Studentskog zbora na FER-u  Arhivirana inačica izvorne stranice od 9. siječnja 2013. (Wayback Machine)
- KSET - Klub studenata elektrotehnike i računarstva
- Studentski računarski klub (Fly)  Arhivirana inačica izvorne stranice od 2. siječnja 2008. (Wayback Machine)
- Portal studenata FER-a  Arhivirana inačica izvorne stranice od 5. prosinca 2008. (Wayback Machine)
- Tehnički fakultet u Zagrebu Hrvatska tehnička enciklopedija, portal hrvatske tehničke baštine. LZMK

- Glasnik FER-a
- Facebook stranica FER-a
- Linkedin stranica FER-a  Arhivirana inačica izvorne stranice od 11. kolovoza 2020. (Wayback Machine)
- Instagram stranica FER-a